# Fanny Valette
Fanny Valette (Arles, 4 luglio 1986) è un'attrice francese.

## Filmografia parziale

### Cinema
- Le fils du Français, regia di Gérard Lauzier (1999)
- La petite Jérusalem, regia di Karin Albou (2005)
- Cambio d'indirizzo (Changement d'adresse), regia di Emmanuel Mouret (2006)
- Le avventure galanti del giovane Molière (Molière), regia di Laurent Tirard (2007)
- Sur ta joue ennemie, regia di Jean-Xavier de Lestrade (2008)
- Vertige, regia di Abel Ferry (2009)
- La loi de Murphy, regia di Christophe Campos (2009)
- La traversée, regia di Jérôme Cornuau (2012)
- A Love You, regia di Paul Lefevre (2015)
- Night Fare, regia di Julien Seri (2015)
- Un profilo per due (Un profil pour deux), regia di Stéphane Robelin (2017)

### Televisione
- Tous les papas ne font pas pipi debout - film TV (1998)
- Une aventure New-Yorkaise - film TV (2009)
- L'épervier - serie TV, 6 episodi (2011)
- Templeton - serie TV, 10 episodi (2015)
- Non hai scelta - Il coraggio di una madre (Une chance de trop) - miniserie TV, 6 episodi (2015)
- Spiral - serie TV, 12 episodi (2014-2017)
- Cellule de crise - serie TV, 6 episodi (2020)

## Premi
- Premio Lumière
  - 2006: "Migliore promessa femminile" (La petite Jérusalem)
- Berlin International Film Festival
  - 2006: "EFP Shooting Star - France"
- Étoiles d'Or
  - 2006: "Rivelazione femminile" (La petite Jérusalem)
- SoHo International Film Festival
  - 2018: "Best Acting Performance" (Passade)